# Tuj pej tu
A Tuj pej tu (Tui bei tu) a Tang-dinasztia idejéből, a 7. századból származó kínai jóskönyv, amelynek szerzői Li Csun-feng (Li Chunfeng) (李淳風) (602–670) és Jüan Tien-kang (Yuan Tuangang) (袁天罡). A 60 próféciát tartalmazó művet általában Nostradamus könyvéhez szokták hasonlítani. A Kínai Népköztársaságban sokáig tiltott műnek számított, de Tajvanon, Hongkongban és Makaón nagy népszerűségnek örvendett és örvend ma is. A népszerű kommentárokkal ellátott modern kiadásai 1990-es évektől kezdve Kínában is bestsellernek számítanak az utcai könyves standokon.

## Tartalma
A Tuj pej tu (Tui bei tu) összesen 60 próféciát tartalmaz Kína jövőjével kapcsolatban. A zömében négy (estenként három vagy hét) írásjegyből álló, négysoros próféciákat, jóslatotokat (csen (chen) 讖) öt vagy hétszavas, négysoros költemények (szung (song) 頌) fejtik ki bővebben. Valamennyi próféciához egy-egy meglehetősen szürreális fametszetes kép is tartozik, amely mintegy illusztrációja a próféciáknak és a verseknek. A mű címének jelentése: „A hátat lökdöső képe”, amely az utolsó, 60. prófécia illusztrációjára utal. A próféciákban leírt, bekövetkező események időrendi sorrendben állnak. A megfogalmazások homályosak, több értelműek, konkrétum nélküliek, épp ezért a jóslatok tág teret engednek az értelmezési kísérleteknek. A szöveget behatóbban tanulmányozó szakemberek, a fennmaradt többféle verzió egybevetésével arra a következtetésre jutottak, hogy a történelem során a művet részleteiben többször is átírták, újra fogalmazták.